# Henri Laugier
Pour les articles homonymes, voir Laugier.
Henri Laugier né à Mane (Alpes-de-Haute-Provence) le 5 août 1888 et décédé à Antibes le 19 janvier 1973, est un physiologiste français.
Il a également une carrière de haut fonctionnaire : chef de cabinet du ministre de l’Éducation nationale à la fin du Front populaire, il contribue à la création de nombreuses institutions d’ampleur nationale, comme le Palais de la découverte, l’Institut national d'orientation professionnelle, et le Centre national de la recherche scientifique dont il est le premier directeur.
Résistant de la première heure en juin 1940, il devient haut fonctionnaire international à la sortie de la guerre, contribuant à la fondation des bases théoriques de l’Organisation des Nations unies et à la création pratique de plusieurs de ses organisations.

## Biographie
Henri Laugier a trouvé sa voie à peine sorti de l’adolescence en découvrant les écrits de Claude Bernard, pionnier de la physiologie et fondateur de la médecine expérimentale. En 1906, l’encore tout jeune Henri Laugier monte à Paris pour y entamer des études de médecine. En 1912, il est fondateur d’un centre de physiologie du travail ; en 1919, il devient thésard et en 1929, enseignant à la Sorbonne.
Il est fils d’un instituteur de Simiane, Albert Laugier, qui prit pour épouse Marie Coulomb. Soucieux d’améliorer la démarche scientifique et éducative, Henri Laugier se lance dans la conception de tests d’orientation. Il en devient le spécialiste et le père fondateur.
En 1936, savant désormais reconnu, il participe à la création du Palais de la découverte après avoir créé l'Institut national d'orientation professionnelle et un laboratoire de biométrie au CNRS, dont il devient le premier directeur en 1939, désireux de faire  progresser la science française. Il sort tout juste du cabinet du ministre Yvon Delbos qu’il dirigeait.

Il organisa pendant la Seconde Guerre mondiale, avec Louis Rapkine et la Fondation Rockefeller, l'expatriation de scientifiques français vers les États-Unis et le Royaume-Uni.
En 1943, il s'installe à Alger, où il occupe les fonctions de recteur de l’Université. En 1946, sa renommée, comme sa volonté de lutter contre l’ignorance en promouvant la science accessible au plus grand nombre, ont allègrement dépassé les simples frontières de l’Hexagone. Il est un savant mondial, et c’est en toute logique qu’en 1946, au sortir d’un effroyable conflit qui a meurtri son esprit et son idéal de citoyen d’un monde apaisé, il devient secrétaire général adjoint de l’ONU qui a succédé à la Société des Nations.
À New York, il participe à la rédaction la Déclaration universelle des droits de l'homme. Parmi ses autres initiatives, notons la création de l’Organisation mondiale de la santé, et du Fonds des Nations unies pour l'enfance. En 1952, il devient membre du conseil exécutif de l’UNESCO.
Franc-maçon il est reçu dans la loge maçonnique « Les étudiants » en 1906, il est membre du Grand Collège des rites et porteur du 33e degré du Rite écossais ancien et accepté.
Il repose au cimetière de Simiane-la-Rotonde. Le collège de Forcalquier porte son nom.

## Ouvrages
- Henri Piéron, Henri Laugier, Mme H. Piéron, Dr Édouard Toulouse et Mlle D. Weinberg, Études docimologiques sur le perfectionnement des examens et concours, Paris, Conservatoire national des arts et métiers, 1934.
- 1937 :  Contribution à l'étude de l'électroencéphalogramme humain, avec Wladimir Liberson